# Монеты Крыма
Монеты Крыма — монеты, чеканившиеся на территории Крымского полуострова, начиная с VI века до н. э.

## Монеты Боспорского царства

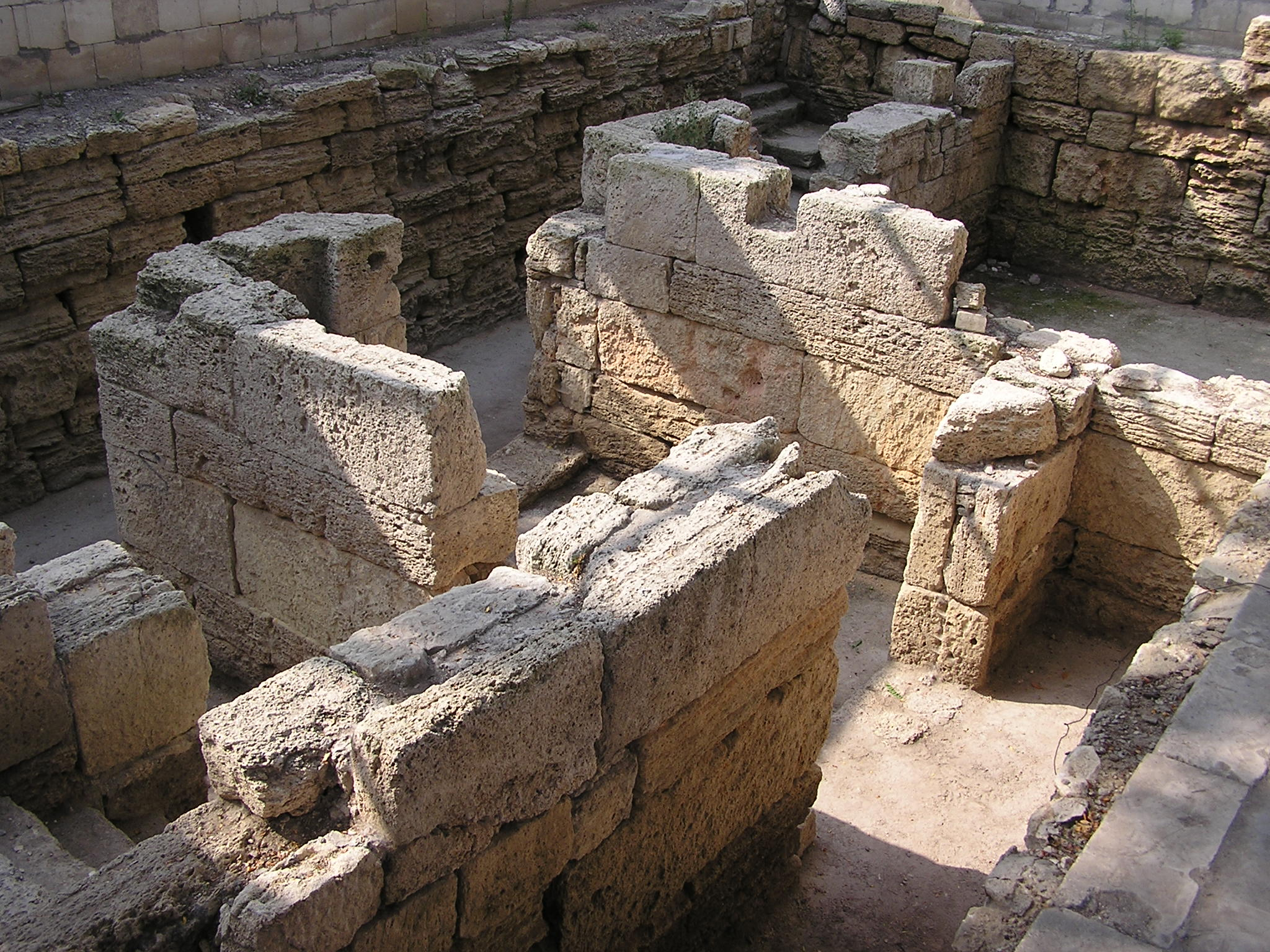
Раскопки монетного двора в Херсонесе.

В VI в. до н. э. собственные монеты стали чеканить правители Пантикапея. В V столетии до н. э. появились денежные знаки античной Феодосии. Позднее весь этот регион консолидируется под властью Боспорского царства, которое представляло сложный эллинско-варварский конгломерат. Оформление монет античных городов в Северном Причерноморье было оригинальным включая религиозную символику и соответствовало культурным традициям и политическим претензиям каждого конкретного полиса.

## Монеты Херсонеса
Монеты Херсонеса Таврического чеканились в течение 15 веков. Херсонес был основан в 424—421 годах до н. э. как греческая колония выходцами из малоазийской Гераклеи Понтийской. Первая из атрибутированных монет Херсонеса относится уже к 400—390 годам до н. э., последняя — к 1067—1071 годам н. э., времени правления императора Византии Романа IV. К монетам Херсонеса также относят монеты Керкенитиды, поскольку большую часть периода чеканки своей монеты она входила в состав Херсонесской хоры (государства).
В ходе раскопок 1904 года обнаружено большое подвальное помещение с заготовками для чеканки монеты, датируемое IV—III веками до н. э. и условно называемое монетным двором Херсонеса.

### Период автономного полиса
Известны в 400—390 годах до н. э. серебряные гемиоболы, оболы, диоболы, тетраоболы, редкий декобол, медная лепты различный образцов. Изображения, как правило, голова богини-Девы, первоначально богини таврского пантеона, позднее ассоциируемой с Артемидой (Ифигенией). На второй стороне надпись ХЕР, изображение рыбы и палицы.

В 390—370 годах до н. э. чеканились медные дихалки . Изображение — Дева на троне с ланью. На второй стороне надпись ХЕР, бык на палице.

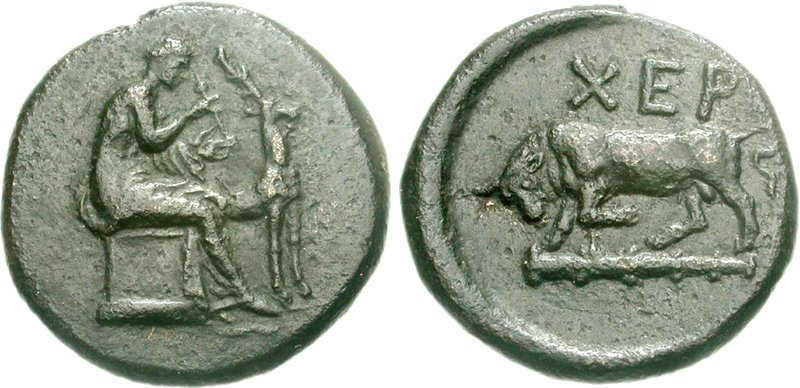
Дихалк Дева (Артемида) с ланью, бык на палице

Во второй четверти IV века до н. э. чеканились медные дихалки . Изображение — голова быка, варианты голова Девы, кратер, дельфин. На второй стороне надпись ХЕР, рыба и палица, варианты венок.
Серия 370—364 годах до н. э. — серебряные гемидрахмы, драхмы и дидрахмы. Изображение — голова Девы в три четверти. На второй стороне надпись ХЕР, бык на палице, рыба.

### Период Византийской империи
Херсонес это один из немногих городов Причерноморья, где чеканка не прекратилась после варварских вторжений времен Великого переселения народов. В византийский период, который продлился 8 веков с начала V века до начала XIII, в Херсонесе чеканилась в основном мелкая медная разменная монета от нуммия до фоллиса, причем эмиссия осуществлялась далеко не при каждом императоре. Качество чеканки или литья постепенно деградирует. Одновременно с этим качество чеканки и проработка форм литья, степень детализации монет Херсонеса намного хуже, чем у аналогичных монет, выпускающихся в это же время в метрополии.
| Имя                                                                                              | Портрет | Годы правления | Монета, металл                      | Описание | Изображение | Источники |
| ------------------------------------------------------------------------------------------------ | ------- | --- | ----------------------------------- | --- | ----------- | --------- |
| Феодосий II лат. Flavius Theodosius Junior греч. Θεοδόσιος Β'                                    |         | 402 — 1 мая 408, соправитель отца — Аркадия, 1 мая 408 — 28 июля 450, с 414 до 421 регентом являлась сестра — Пульхерия | Медь                                | Бюст Феодосия, надпись, две фигуры с крестом, надпись, бюст Феодосия, надпись, надпись по кругу                                                     |             | .         |
| Лев I Макелла лат. Flavius Valerius Leo греч. Λέων A′                                            |         | 7 февраля 457—473 единолично 473 — 18 января 474 сделал соправителем внука Льва II | Медь                                | Бюст Льва, надписи, император с копьем наступает на пленника                                                                                        |             | .         |
| Юстиниан I лат. Flavius Petrus Sabbatius Justinianus греч. Ιουστινιανός Α' (ο Μέγας)             |         | 1 апреля 527 — 1 августа 527 соправление с дядей Юстином I 1 августа 527 — 14 ноября 565 единолично | Медь, пентануммий                   | Бюст императора, император в рост с крестом, варианты со щитом, со знаменем                                                                         |             | .         |
| Юстин II лат. Flavius Iustinus Iunior греч. Ιουστίνος Β                                          |         | 15 ноября 565—574 единолично 574 — 26 сентября 578 соправление с Тиберием II Константином | Медь, нуммий                        | Император с супругой, фигура с хризмой, знак М с крестом, варианты К, Н                                                                             |             | .         |
| Маврикий лат. Flavius Mauricius Tiberius греч. Μαυρίκιος                                         |         | 14 августа 582 — 23 ноября 602 обезглавлен по приказу узурпатора Фоки | Медь, 8 пентануммиев, 4 пентануммия | Император с супругой, фигура с хризмой, знак Н |             | .         |
| Ираклий I лат. Flavius Heraclius лат. Flavius Heraclius Augustus греч. Ηράκλειος; арм. Հէրագլիըս |         | 5 октября 610 — 11 февраля 641 | Медь, 8 пентануммиев                | Император и его сын Константин III в рост, фигура с хризмой, знак Н                                                                                 |             | [ 14 ]    |
| Феофил греч. Θεόφιλος                                                                            |         | 821 — 2 октября 829 соправитель отца Михаила II Травла 2 октября 829—840 единолично 840 — 20 января 842 сделал соправителем сына Михаила III | Медь                                | Надпись, надпись |             | [ 15 ]    |
| Михаил III греч. Μιχαήλ Γ' (ο Μέθυσος)                                                           |         | 840 — 20 января 842 соправитель отца Феофила 20 января 842—856 с регентом — матерью Феодорой 856 — 26 мая 866 единолично 26 мая 866 — 24 сентября 867 сделал соправителем Василия Македонянина, приверженцами которого был убит | Медь                                | Буква М, крест |             | [ 16 ]    |
| Василий I Македонянин греч. Βασίλειος Α΄ (ο Μακεδών) арм. Բարսեղ Ա Մակեդոնացի                    |         | 26 мая 866 — 24 сентября 867 соправитель Михаила III 24 сентября 867 — 29 августа 886 единолично, при этом: 6 января 868 — 3 сентября 879 его соправителем был сын Константин Македонянин с 870 сделал соправителем 2-го сына Льва VI с 879 сделал соправителем 3-го сына Александра | Медь                                | Буква В, крест, буква В+, буква П, крест с точками, крест с точкой                                                                                  |             | [ 17 ]    |
| Лев VI греч. Λέων ΣΤ΄ Μακεδών (ο Σοφός)                                                          |         | с 870 соправитель отца Василия I Македонянина и брата Константина Македонянина с 3 сентября 879 соправитель отца Василия I Македонянина и с 879 брата Александра 29 августа 886 — 15 мая 908 соправитель брата Александра 15 мая 908 — 11 мая 912 соправитель брата Александра и своего сына Константина VII Багрянородного | Медье                               | Буквы ЛЭ, крест, буквы ЛА, крест, буквы Л+А, крест, буквы Л+Е, крест                                                                                |             | [ 18 ]    |
| Константин VII Багрянородный греч. Κωνσταντίνος Ζ' Μακεδών (ο Πορφυρογέννητος)                   |         | с 15 мая 908 соправитель отца Льва VI и дяди Александра 11 мая 912 — 6 июня 913 соправитель дяди Александра с 6 июня 913 правил с участием регентов с 17 мая 920 сделал соправителем тестя Романа I Лакапина, а затем и его сыновей: с 20 мая 921 по 14 августа 931 — Христофора, с 25 декабря 924 — Стефана, с 25 декабря 924 — Стефана и Константина Лакапина, а затем и сыновей Христофора: с 927 — Романа Лакапина, с 14 августа 931 — Михаила Лакапина, но с 26 января 945 прекратил соправление 4-х последних 26 января 945 — 9 ноября 959 правил единовластно, при этом с 6 апреля 945 сделал соправителем сына Романа II | Медь                                | Портрет Елены, портрет Константина, варианты монограмма Романа, портрет Романа, монограмма Романа, крест, монограмма Константина, монограмма Романа |             | [ 19 ]    |
| Роман II греч. Ρωμανός Β΄                                                                        |         | 6 апреля 945 — 9 ноября 959 соправитель отца Константина VII Багрянородного 9 ноября 959 — 15 марта 963 единовластно с 960 сделал соправителем сына Василия II, а с 962 и сына Константина VIII | Медь                                | Монограмма имени Роман, монограмма имени Василий |             | [ 20 ]    |
| Никифор II Фока греч. Νικηφόρος Β΄ Φωκᾶς                                                         |         | 2 июля 963 — 10 декабря 969 соправитель пасынков Василия II и Константина VIII, убит в спальне Иоанном I Цимисхием при помощи супруги Феофано | Медь                                | Монограмма имени, монограмма титула |             | [ 21 ]    |
| Иоанн I Цимисхий арм. Գուրգեն греч. Ιωάννης Α΄ Τζιμισκής арм. Հովհաննես Ա Չմշկիկ                 |         | 10 декабря 969 — 10 января 976 соправитель Василия II и Константина VIII, возможно, отравлен | Медь                                | Монограмма имени, монограмма титула |             | [ 22 ]    |
| Василий II греч. Βασίλειος B'                                                                    |         | с 960 соправитель отца Романа II, а с 962 и брата Константина VIII 15 марта — 2 июля 963, соправитель брата Константина VIII при регентстве матери Феофано 2 июля 963 — 10 декабря 969 соправитель брата Константина VIII и отчима Никифора II Фоки 10 декабря 969 — 10 января 976 соправитель брата Константина VIII и узурпатора Иоанна I Цимисхия 10 января 976 — 15 декабря 1025 соправитель брата Константина VIII | Медь                                | Монограмма имени, монограмма титула |             | [ 23 ]    |
| Константин VIII греч. Κωνσταντίνος Η΄                                                            |         | с 962 соправитель отца Романа II и брата Василия II 15 марта — 2 июля 963, соправитель брата Василия II при регентстве матери Феофано 2 июля 963 — 10 декабря 969 соправитель брата Василия II и отчима Никифора II Фоки 10 декабря 969 — 10 января 976 соправитель брата Василия II и узурпатора Иоанна I Цимисхия 10 января 976 — 15 декабря 1025 соправитель брата Василия II 15 декабря 1025 — 15 ноября 1028 единовластно | Медь                                | Монограмма имени, монограмма титула |             | [ 23 ]    |
| Роман III Аргир греч. Ρωμανός Γ΄ Αργυρός                                                         |         | 15 ноября 1028 — 11 апреля 1034 соправитель супруги Зои, а также, до 1030 её сестры Феодоры, задушен сторонниками Михаила, фаворита Зои | Медь                                | Монограмма имени, монограмма титула |             | [ 24 ]    |
| Роман IV Диоген греч. Ρωμανός Δ΄ Διογένης                                                        |         | соправитель: 31 декабря 1067—1072 Михаила VII Дуки и Констанция Дуки с 1068 и их брата Андроника Дуку, который заставил его отречься, а затем умертвил | Медь                                | Монограмма, титул |             | [ 25 ]    |

### Монеты Керкенитиды
Ранние знаки оплаты V века д.н. э. медные, имели форму наконечников стрел. Позднее оболы и халки из меди. В 300 годы д.н. э. чеканились халки, дихалки и тетрахалки с головой Тихе в короне, Гераклом, на реверсе часто конный скиф, место чекана обозначено как KAPKI, KAPKINI.

## Монеты Крымского юрта Золотой Орды

### Монетный двор в Солхате
В 1242 году, после неудачного похода войск Золотой Орды на Польское и Венгерское королевства татаро-монголы заняли Крымский полуостров. Хан Батый разделил завоёванные земли на 14 самостоятельных улуса. Крымский полуостров, а также земли между Днепром и Днестром получил Мава. Крымским улус-юртом стал управлять наместник хана эмир. С 1261 года Золотая Орда стала активно осваивать Великий шёлковый путь с Востока в страны Западной Европы. Торговля и налоги приносили улусу Джучи большие доходы. С разрешения эмира Крыма торговцы получили право основать свой монетный двор в столице улус-юрта Солхате и начать чеканку региональных денег. Изготовлением монет в этот период занимались караимы.
На первых монетах Крыма времён крымских эмиров не чеканили стилистических изображений или ханских обозначений. Монеты выпускали двух номиналов — ¼ и 1 барикат (ярмак). Эти выпуски относят к 1250—1260-м годам к времени правления эмира Крыма сына Джучи Тука-Тимура. В контрактах 1281—1343 годов зафиксировано это название монета, происхождение которой связано с монгольским словом «bariku» — выплатами и поступлениями в казну, которые использовали до середины XIV века, обозначая таким образом временные границы, когда Северное Причерноморье представляло собой самостоятельную зону денежного оборота. Весовой единицей того времени был волжский сум.
На аверсе монет номиналом в ¼ бариката чеканили легенду на арабском обозначавшую «эмир». Вверху и внизу помещены виньетки. На реверсе легенда в две строки «кири / м». Вверху и внизу виньетки. Диаметр монеты — 10-12 мм, средний вес — 0,44 г. На аверсе монет номиналом в 1 барикат (ярмак) в двойном круге (внешний из точек, внутренний — цельный) — легенда в три строки «По велению Тука / Темир / ярмак Крым». Под надписью, внутри круга — растительная виньетка. На реверсе монеты чеканили в двойном круге легенду в три строки: «Будь счастлив / двенадцать / (таких монет) один алтун». Диаметр — 21—22 мм, вес — 2,07 г.

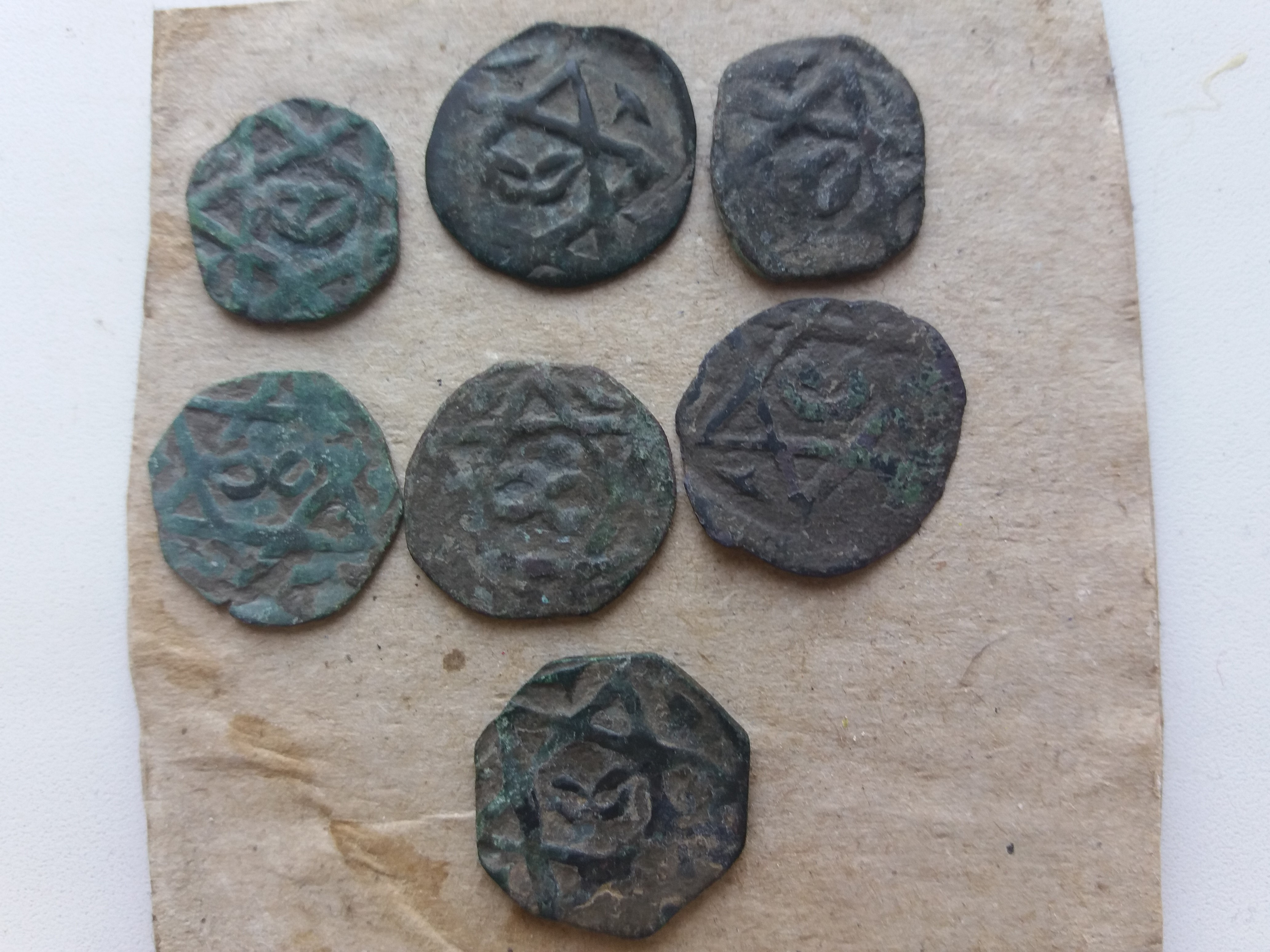
Медная разменная монета Золотой орды пул. Чеканка 1370 года, в устье Днепра

Во время правления Берке (1257—1266) начали чеканить медные пулы и серебряные барикаты с изображением ханской тамги на монетном дворе в Солхате. Впервые на монетах крымской чеканки появляется имя хана. Барикаты Берке не имели аналогов в исламском мире, но по своим весовым характеристикам (диаметр 22—24 мм и вес 2,095 г) и пробе серебра соответствовали венецианскому матапану. Легенда на одном из барикатов указывала на соотношение к золотой монете: «12 этих монет за алтун». Алтунами в то время являлись золотые иперпиры Византийской империи правления Михаила VIII Палеолога. На аверсе в круге надпись на арабском: «падишах ислама, защитник мира и веры». На реверсе чеканили изображение ханской тамги и на обеих сторонах знак монетного двора. Вокруг тамги надпись на арабском «Пусть будет благословенным этот год чёрной коровы». 1 барикат соответствовал 48 пулам.
Во время правления Туда-Менгу (1282—1287) название «барикат» заменяется на «ярмак». В этот период начинают чеканить динары. Их диаметр 28 мм, вес 7,76—10 г. При Тохта-хане Золотая Орда становится полностью исламским государством. В этот период ярмак вытесняет серебряный дирхам (дирхем), диаметр которого составлял 16—20 мм, вес — 1,25-1,67 г. Во время правления этого хана впервые отчеканили медные пулы с изображениями двуглавого орла.
Во время правления Узбек-хана (1313—1341) было упразднено баскачество. Право собирать дань возложили на вассальных князей. Торговые связи с Индией, странами Западной Европы и Мамлюкским султанатом обогатили крымских эмиров. На монетах того периода изображена тамга Батыя.
В 1324 году земли Северного Причерноморья завоевал литовский князь Ольгерд. В течение столетия, с конца XIV до конца XV века, западная часть Причерноморья принадлежала Великому княжеству Литовскому.
В 1381 году хан Тохтамыш провёл денежную реформу. Оборот старых денег запретили. На монетах хана появились мусульманские лозунги «победа веры», «защита веры», «слава веры».

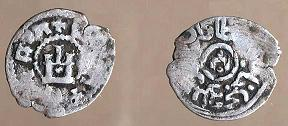
Монета Девлет-Берди, чекан Каффы, 1420-е, не позднее 1432

### Генуэзская чеканка в Каффе
В первой половине XV столетия торговая фактория Генуи в городе Каффе (современная Феодосия) чеканила монеты номиналом в ½ и 1 дукат, повторявшие как внешне, так и по своим весовым аналогам венецианские. Кроме этого в XIV веке генуэзцы надчеканивали на серебряных и медных монетах герб своего города. Кроме того монетный двор Каффы иногда выполнял чеканку и для правителей Крымского улуса.

## Крымское ханство

План Чуфут-Кале. Ханский монетный двор помечен на схеме позицией 13

В 1459 году основатель Крымского ханства Хаджи I Герай на монетном дворе Кырк-Ора стали чеканить медные пулы и серебряные акче с тамгой рода. На аверсе имя и титул хана «Верховный султан Хаджи Герай». В 1468 году наладили чеканку на монетном дворе Солхата, а в 1465 году в Орду-Базаре.
При Нур-Девлете в качестве разменной монеты пулы сменили медные мангиры. С 1654 года появилась новая денежная единица бешлык равный 5 акче. Вначале XVIII века прекращают выпуск акче. Также во время Кырым Герая провели реформу направленную на унификацию денежного обращения Крымского ханства с таковым Османской империи. В обороте появляется новая денежная единица пара, равная 3 мангирам или ½ икилика; 2½ икилика — 1 бешлык — ½ онлик — ¼ ирмилика; 2 ирмилика — 1 куруш; 1½ куруша — 1 алтмишлика.